# Pillhuhn
Pillhuhn ist eine Comicfigur, die 1969 vom Hamburger Werbekaufmann Clemens Krauss erdacht wurde.

## Veröffentlichungsgeschichte
Anfangs wurde Pillhuhn als „Comic mit dummem Spruch“ über zehn Jahre in der Programmzeitschrift Hörzu veröffentlicht, danach als Comic-Strip in Bild am Sonntag, Mach mal Pause, Romanwoche und diversen Regional-Tageszeitungen sowie in der Jugendzeitschrift Pop/Rocky. Höhepunkt war ein Comic-Magazin mit dem Namen „Pillhuhn“, 1988 bis 1989 erschienen beim Bastei-Verlag sowie eine Hörspiel-Serie von Karussell (Pillhuhn-Stimme: Lutz Mackensy).
Aufgrund des Erfolges der Figur in den 1970er-Jahren wurde mit der an den Namen der Figur angelehnten Firma Interpill Media GmbH in Hamburg ein Unternehmen gegründet, das sich seither zusammen mit seinem Schöpfer um die Vermarktung des Pillhuhns kümmert. Unter anderem gibt es Kaugummis, T- und Sweat-Shirts, Aufkleber, Bettwäsche, Plüschfiguren bis hin zu einer vielfältigen Papeterie-Palette mit Karten, Geschenkpapier und Kalendern.

## Sonstiges
- In Darmstadt gibt es seit 1975 die Traditionskneipe Pillhuhn.
- In Lohne gibt es seit 1977 ebenfalls eine Traditionskneipe Pillhuhn.
- Der Künstler Sigmar Polke hat die „in den 1970er Jahren allgegenwärtige“ Pillhuhn-Figur in das seiner Werkgruppe Wir Kleinbürger! zugehörige Gemälde Pille von 1976 integriert.[3]